# Cantone di Golbey
Il Cantone di Golbey è una divisione amministrativa dell'Arrondissement di Épinal.
È stato istituito a seguito della riforma dei cantoni del 2014, che è entrata in vigore con le elezioni dipartimentali del 2015.

## Composizione
Comprende i comuni di:
- Chavelot
- Darnieulles
- Domèvre-sur-Avière
- Fomerey
- Frizon
- Gigney
- Girmont
- Golbey
- Igney
- Mazeley
- Oncourt
- Thaon-les-Vosges
- Uxegney
- Vaxoncourt